# جمعية مرشدات السلفادور
جمعية مرشدات السلفادور هي المنظمة الإرشادية الوطنية في السلفادور.تأسست الجمعية في عام 1944 وأصبحت عضوا منتسب في الرابطة العالمية للمرشدات وفتيات الكشافة في عام 1949 وعضو كامل العضوية في عام 1960 وتحوي المنظمة 104 عضوا (اعتبارا من 2015).